# Ted Forsström
Ted Nils Håkan Forsström, född 11 maj 1983 i Purmo i Finland, är en finlandssvensk komiker, författare, skådespelare och programledare i radio. 
Ted Forsström gjorde tillsammans med Kaj Korkea-aho det prisbelönta sketchprogrammet Radio Pleppo som sändes i Radio X3M från 2005 till 2007 och fortsatte på Internet. Forsström har sedan 2011 arbetat som programledare i morgonprogrammet Succémorgon med Janne Grönroos. Ted Forsström och Kaj Korkea-aho tilldelades år 2012 Svenska kulturfondens framtidspris för Radio Pleppo, teaterframgången Pleppo Live och Pleppoboken.
Han medverkar även i podcasten "Ted & Kaj" tillsammans med Kaj Korkea-aho. Podcasten är en del av finländska public service, Yle. 